# Méthacrylonitrile
Le méthacrylonitrile est un composé chimique de formule CH2=C(CH3)C≡N. C'est le nitrile de l'acide méthacrylique CH2=C(CH3)COOH. Il se présente sous la forme d'un liquide incolore très inflammable, à l'odeur âcre, susceptible de former des mélanges explosifs avec l'air. Il tend à polymériser sous l'effet de la chaleur et est distribué stabilisé au 4-méthoxyphénol à 50 ppm. C'est un précurseur ou un intermédiaire d'homopolymères de polyméthacrylonitrile et de copolymères de type acrylonitrile/butadiène/styrène, ainsi que de divers acides, amides, amines et esters.
Le méthacrylonitrile peut être produit par déshydratation du méthacrylamide CH2=C(CH3)CONH2 ou à partir d'ammoniac NH3 et d'oxyde d'isobutylène (CH3)2CCH2O. Il est produit industriellement en faisant réagir de l'acide méthacrylique ou du méthacrylate de méthyle CH2=C(CH3)COOCH3 avec de l'ammoniac dans une réaction catalytique en phase gazeuse à des températures de 250 à 500 °C ; l'oxyde d'aluminium Al2O3 peut être utilisé comme catalyseur. Le méthacrylonitrile peut également être produit par ammoxydation à partir d'isobutylène CH2=C(CH3)2 :
CH2=C(CH3)2 + NH3 + 3⁄2 O2 ⟶ CH2=C(CH3)C≡N + 3 H2O.
Le méthacrylonitrile peut polymériser dans le tétrahydrofurane (THF) avec du polyéthylène glycol disodique.